# Microscópio de varrimento de iões de hélio

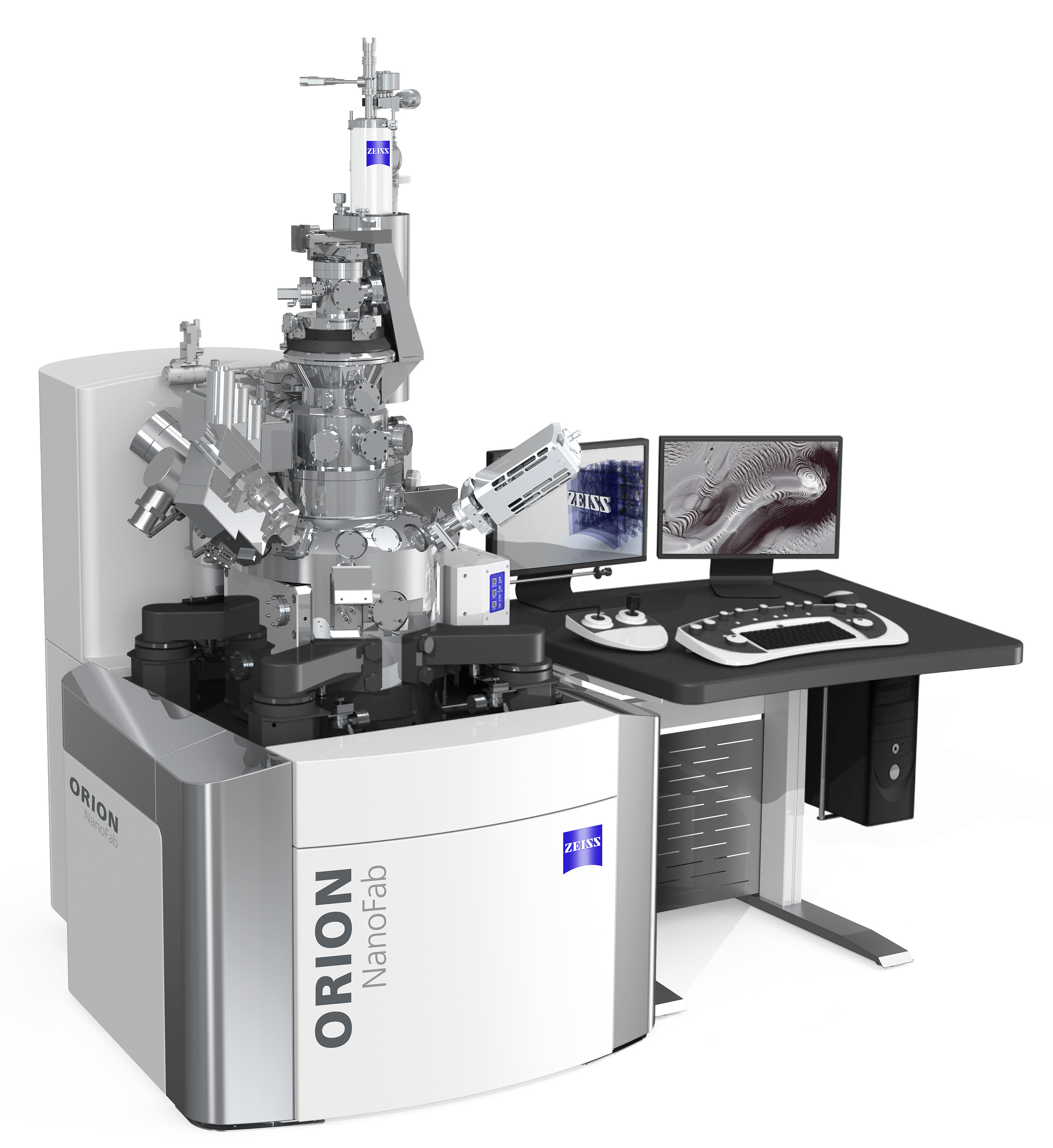
Um microscópio de iões de hélio Orion Nanofab da Zeiss Microscopes

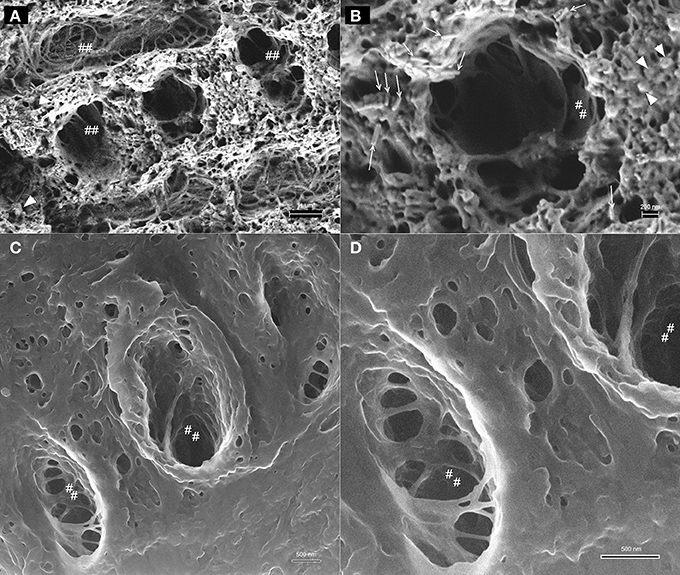
Comparação de imagens MEV (superior) e MVIH (inferior) do esmalte do rato. As imagens MVIH apresentam uma profundidade de campo superior, ao mostrar uma estrutura interna em túneis de esmalte, que aparecem como manchas pretas nas imagens MEV.

Um Microscópio de varrimento de iões de hélio (MVIH) é uma tecnologia de imagem baseada num feixe de varrimento de iões de hélio. Semelhante a outras técnicas de feixe de iões focados, permite combinar a fresagem e o corte de amostras com a observação de resolução subnanométrica.
Em termos de imagem, o MVIH tem várias vantagens sobre o microscópio eletrônico de varredura (MEV) tradicional. Devido ao brilho muito alto da fonte e ao curto comprimento de onda De Broglie dos iões de hélio, que é inversamente proporcional ao seu momento, é possível obter dados qualitativos não alcançáveis com microscópios convencionais que usam fotões ou eletrões como fonte emissora. Como o feixe de iões de hélio interage com a amostra, ele não sofre um grande volume de excitação e, portanto, fornece imagens nítidas com grande profundidade de campo numa ampla variedade de materiais. Comparado a um MEV, o rendimento de eletrões secundários é bastante alto, permitindo imagens com correntes tão baixas quanto 1 femtoamp. Os detetores fornecem imagens ricas em informações que oferecem propriedades topográficas, materiais, cristalográficas e elétricas da amostra. Em contraste com outros feixes de iões, não há danos discerníveis na amostra devido à massa relativamente leve do ião do hélio. A desvantagem é o custo.
Os MVIHs estão disponíveis comercialmente desde 2007, e foi demonstrada uma resolução de superfície de 0,24 nanómetros.